# Johnnie Bassett
Johnnie Bassett (9 octobre 1935 – 4 août 2012) est un guitariste, chanteur et compositeur Américain de musique electric blues. Travaillant pendant des décennies en tant que musicien de studio, Bassett fonde son propre groupe et commercialise six albums. Il cite Billy Butler (en), Tiny Grimes, Albert King, B.B. King et tout particulièrement T-Bone Walker comme étant ses sources d'inspiration.

## Biographie
Né à Marianna (Floride), États-Unis, Bassett emménage avec sa famille en 1944 à Détroit. Lui et son groupe Joe Weaver and the Bluenotes (en) sont récompensés lors de télés-crochets. En 1958, Bassett s'engage dans l'armée de terre des États-Unis et, dès son retour à Detroit, compose avec son groupe Bluenotes au label Fortune Records,. Durant cette période, il accompagne Nolan Strong & The Diablos et Andre Williams. Par la suite, il travaille sur son futur album intitulé Got a Job (1958),,,. Durant ses concerts à Détroit, il joue sur scène en compagnie de John Lee Hooker, Alberta Adams, Lowell Fulson et Dinah Washington. Bassett passe les prochaines décennies à jouer en concert à Seattle, en compagnie de Tina Turner et Little Willie John.
L'album de Bassett, intitulé The Gentleman is Back est commercialisé en juin 2009. Bassett est son groupe (Chris Codish – clavier, Keith Kaminski – saxophone, et Skeeto Valdez – à la batterie) jouent toutes les semaines au Northern Lights Lounge de Détroit. Bassett meurt d'un cancer le 4 août 2012.

## Discographie notable
- Live at the Montreux-Detroit Jazz Festival (1994)
- I Gave My Life to the Blues (1997) – Black Magic
- Bassett Hound (1997) – Fedora Records
- Cadillac Blues (1998) – Cannonball Records
- Party My Blues Away (1999) – Cannonball Records
- The Gentleman is Back (2009) – Mack Avenue[8]
- I Can Make That Happen (2012) - Sly Dog Records